# Combat Mission: Barbarossa to Berlin
Combat Mission: Barbarossa to Berlin est un wargame tactique en 3D basé sur les batailles livrées de 1941 à 1945 sur le front russe de la Seconde Guerre mondiale. Il est sorti en octobre 2002 sur PC et Mac. Il s'agit du deuxième opus de la série Combat Mission.

## Système de jeu
Comme son nom l'indique, la trame s'étend de l'opération Barbarossa à la bataille de Berlin.
Les nations jouables sont l'Allemagne, l'URSS, la Roumanie (pré et post-défection), la Hongrie, la Finlande, la Pologne (sous commandement soviétique) et l'Italie.
Afin de se conformer à la législation allemande, les développeurs ont supprimé toute référence au nazisme. De plus, toutes les unités Waffen SS ont été rebaptisées « Waffen Grenadier ». Le jeu comprend pas moins de 600 unités (fantassins, blindés, artillerie...) Un éditeur de cartes est également présent, permettant de créer ses propres misions, ainsi qu'un mode multijoueur.
Le joueur peut donner une multitude d'ordres à ses troupes : courir, ramper, repli, au contact, assaut, etc.

## Titres alternatifs
Initialement réalisé sous le nom de Combat Mission: Barbarossa to Berlin, le jeu est connu en Europe sous le nom de Combat Mission 2.
Une édition spéciale, Combat Mission II: Barbarossa to Berlin (Special Edition), est sortie avec un « disque bonus » comprenant des mods et des scénarios supplémentaires issus de la communauté du jeu.

## Accueil
| Combat Mission: Barbarossa to Berlin |      |         |
| Média                                | Nat. | Notes   |
| Gamekult                             | FR   | 7/10    |
| GameSpot                             | US   | 9,1/10  |
| IGN                                  | US   | 9/10    |
| Jeux vidéo Magazine                  | FR   | 4/20    |
| Jeuxvideo.com                        | FR   | 17/20   |
| Joystick                             | FR   | 8/10    |
| PC Gamer US                          | US   | 90 %    |
| Compilations de notes                |      |         |
| GameRankings                         | US   | 87,18 % |